# Sin Mirar Atrás
 (срп. Без освртања уназад) је четврти студијски албум шпанског певача Давида Бисбала. Албум је на дан када је објављен добио сертификат дуплог платинастог диска у Шпанији, јер је продат у више од 200.000 копија. У Ајтјунс продавницама у Шпанији, САД и Мексику албум је достигао #1.

## Продукција
Албум је сниман у Мадриду, Мајамију, Лос Анђелесу, Мексику, Братислави, Лондону, Стокхолму и Сао Паолу. Бисбал је на овом албуму сарађивао са Армандом Авилом (шп. Armando Ávila), Себастијаном Крисом (шп. Sebastian Chris) и, по први пут са шпанским продуцентом, Хакобом Калдероном (шп. Jacobo Calderón). На албуму је сарађивао и са својим земљацима Хуаном Кармоном (шп. Juan Carmona) и Антонијом Кармоном (шп. Antonio Carmona) у песми Besos De Tu Boca. Са Пикси Лот (енгл. Pixie Lott), колегиницом из Уједињеног Краљевства, сарађивао је у песми .. Песме Cuando Hacemos El Amor и Sueños Rotos снимане су у сарадњи са Симфонијским оркестром из Братиславе.

## Промоција
Бисбал је 27. септембра 2009. године на тргу Сибелес у Мадриду одржао концерт пред преко 500.000 људи како би промовисао нови диск и подржао кандидатуру овог града за Летње олимпијске игре 2016. године. Тада је премијерно отпевао песму, Sufrirás, са својом колегиницом из Уједињеног Краљевства Пикси Лот.
Песме са овог албума су постављене 29. септембра 2009. године у шпанској дигиталној Ајтјунс продавници, по 30 секунди од сваке. На албуму се налази 14 песама и могућност да се добије и петнаеста ако се албум купи у претпродаји. Само неколико дана касније албум се попео на врх листе најпродаванијих албума, иако се још увек продавао у претпродаји.
На дан издавања албума Бисбал је, захваљујући разлици у временским зонама, посетио три државе на два континента. Прво је у родној Шпанији у Мадриду на аеродрому Барахас одржао конференцију за штампу, да би касније одлетео за Канкун у Мексику у коме је такође одржао конференцију, али овог пута за латино-америчке медије, и на крају се упутио у Мајами где је одржао конференцију за америчке медије. Са Бисбалом је летело још 288 путника, којима се он обратио и током десеточасовног лета од Мадрида до Канкуна, на висини од 12.000 метара, отпевао је своје две нове песме: Esclavo De Sus Besos и Mi Princesa.

## Синглови
- Први сингл са албума, Esclavo De Sus Besos, ексклузивно је пуштен 22. августа 2009. године на радио-станицама у Шпанији, а званично је објављен у целом свету 24. августа 2009. године. Спот за ову песму објављен је 7. септембра 2009. године. Сингл се продавао у продавницама познатог шпанског гиганта El Corte Inglés, у којима је продаван са бонус песмом Si Miro Al Cielo.

## Позиције на листама и сертификације
| Држава           | Позиција |
| Шпанија          | 1        |
| Сједињене Државе | 1        |
| Мексико          | 17       |
| Колумбија        | 2        |
| Аргентина        | 15       |
| Венецуела        | 6        |
| Еквадор          | 9        |

| Држава  | Сертификација      |
| Шпанија | 2x платинасти тираж |

## Списак песама
| #   | Назив | Превод назива           | Аутор(и)                           | Трајање |
| --- | ----- | ----------------------- | ---------------------------------- | ------- |
| 1.  |       | Роб њених пољубаца      | Хосе Абрам, Хуанма Леал            | 03:59   |
| 2.  |       | Дај ми своју љубав      | Хосе Абрам                         | 03:01   |
| 3.  |       | Ако зафали ваздуха      | Давид Сантистебан, Есмералда Грао  | 03:14   |
| 4.  |       | Без освртања уназад     | Клаудио Лосано                     | 03:31   |
| 5.  |       | Пољупци са твојих усана | Давид Бисбал, Амаури Гутјерес      | 03:27   |
| 6.  |       | Сломљени снови          | Давид Бисбал, Јоел Енрикес         | 03:59   |
| 7.  |       | Ал Андалус *            | Давид Бисбал, Рафа Вергара, Рајито | 03:58   |
| 8.  |       | Када водимо љубав       | Давид Бисбал, Давид Палау          | 03:55   |
| 9.  |       | Бука                    | Вега                               | 03:58   |
| 10. |       | 24 часа                 | Еспиноса Пас                       | 03:40   |
| 11. |       | Пре или касније         | Давид Бисбал, Рафа Вергара, Рајито | 03:51   |
| 12. |       | Моја принцеза           | Давид Бисбал, Амаури Гутјерес      | 03:22   |

* Ал Андалус је арапски назив за део Шпаније у којем су у средњем веку живели муслимани; данашња Андалузија.
Бонус песма
| #   | Назив | Превод назива | Аутор(И)                                                       | Трајање |
| --- | ----- | ------------- | -------------------------------------------------------------- | ------- |
| 13. |       | Истрпећеш     | Димитри Стасос, Монс Селмелев, Линда Сандблад, Кристијан Саљес | 03:26   |

iTunes бонус песме
| #   | Назив | Превод назива        | Аутор (и)                    | Трајање |
| --- | ----- | -------------------- | ---------------------------- | ------- |
| 14. |       | Кунем се да те волим | Армандо Авила, Маурисио Л.   | 03:47   |
| 15. |       | Латино љубав         | Арјаго, Хорхе Едуардо Мургиа | 04:24   |

* Било ју је могуће купити само у претпродаји.
Специјално издање
- Обухвата диск са стандардног издања
- Обухвата и DVD који садржи:

| #  | Назив                              | Трајање |
| -- | ---------------------------------- | ------- |
| 1. |                                    | 03:44   |
| 2. | Снимаље спота                      | 03:26   |
| 3. |                                    | 03:22   |
| 4. | Снимаље спота                      | 03:21   |
| 5. | Галерија фотографија               | 02:37   |
| 6. | Интервју са Давидом Бисбалом       | 08:16   |
| 7. | Како се снимао албум "Sin Mirar Atrás"              | 08:12   |
| 8. | Како се снимала песма са Пикси Лот | 03:03   |
| 9. | Документарац "Buen Camino"                      | 27:36   |

Луксузно издање
- Обухвата књигу о Давидовом животу (преко 200 страна, А4 формат, цела у боји, тврд повез)
- Обухвата диск са стандардног издања
- Обухвата и додатна два диска
- ЦД

| #  | Назив | Превод назива        | Аутор(и) / Верзија                   | Трајање |
| -- | ----- | -------------------- | ------------------------------------ | ------- |
| 1. |       | Овде сам ја          | Клаудиа Брант, Луис Фонси, Хем Рубин |         |
| 2. |       | Америка, Америка     | Хосе Луис Арментерос, Пабло Ереро    |         |
| 3. |       | Ако погледам ка небу | Давид Бисбал, Хакобо Калдерон        |         |
| 4. |       | Роб њених пољубаца   | Andy Louis Dance Mix                 |         |
| 5. |       | Роб њених пољубаца   | Urban Remix                          |         |
| 6. |       | Роб њених пољубаца   | Regional Mexican Version             |         |
| 7. |       | Роб њених пољубаца   | Brian Cross Remix                    |         |

- DVD

| #   | Назив                                                                   | Трајање |
| --- | ----------------------------------------------------------------------- | ------- |
| 1.  |                                                                         | 03:44   |
| 2.  | Снимаље спота                                                           | 03:26   |
| 3.  |                                                                         | 03:22   |
| 4.  | Снимаље спота                                                           | 03:21   |
| 5.  | - уживо наступ на тргу Сибелес у Мадриду 27.09.2009.                    |         |
| 6.  | - уживо наступ на тргу Сибелес у Мадриду 27.09.2009.                    |         |
| 7.  | Како су текле припреме за концерт на тргу Сибелес у Мадриду 27.09.2009. |         |
| 8.  | Представљање албума у Мадриду, Канкуну и Мајамију 20.10.2009.           |         |
| 9.  | Интернационална промоција албума                                        |         |
| 10. | Додаци                                                                  |         |

## Необјављене песме
Следеће песме су снимљене за албум, али се нису, из непознатих разлога, нашле на њему:
- - песма која је направљена за потребе истоимене серије у којој је била главна музичка тема; налази се на  издању
- - налази се на  издању
- - налази се на издању сингла Esclavo De Sus Besos и на другом диску луксузног издања албума
- - било је могуће да се преузме са интернета уз одговарајући код који се добија куповином нове серије парфема  и